# Ежен Јонеско
Ежен Јонеско, рођен као Еуђен Јонеску (фр. Eugène Ionesco, рум. Eugen Ionescu; Слатина, 26. новембар 1909 — Париз, 28. март 1994), био је румунски и француски драмски писац, један од утемељивача правца Театар апсурда. Поред хумора и исмевања баналних ситуација, Јонескове драме дочаравају усамљеност и безначајност људског постојања.
Осим драма, писао је и есеје, приповетке и друга дела.

## Биографија
Јонеско је рођен 26. новембра 1909. у румунском граду Слатини. Отац му је био Румун, а мајка Францускиња грчко-румунског порекла. Отац му је био православне вере. Његова бака са мајчине стране била је гркоправославне вере, али се преобратила у религију свог супруга, протестантизам, те је и Јонескова мајка одгајена као протестанткиња. Сам Јонеско је крштен као румунски православац. Многи извори наводе његов датум рођења као 1912, али то је грешка настала из Јонескове властите таштине. Јонеско се 1911. сели у Француску где остаје све до 1922. када се враћа у родну Румунију. Његови родитељи су се развели за време боравка у Француској, 1916. По повратку у Румунију, морао је поново да учи румунски језик како би могао да нормално прати предавања током школовања у Букурешту. Након средње школе, 1928. почиње студије француске књижевности на универзитету у Букурешту. На универзитету је дипломирао 1933. За вријеме студија упознао се са Емилом Сиораном и Мирчом Елијадом, те су њих троје постали доживотни пријатељи.
Јонеско се 1936. оженио са Родицом Бурилеану (1910 - 2004). Брак им је донео једну кћи за коју је Јонеско написао много неконвенционалних прича за децу. Добивши стипендију 1938, бежи пред румунским фашизмом назад у Француску где је завршио свој докторски рад. Због избијања Другог светског рата 1939, остао је тамо, у Марсељу, али се коначно настанио у Француској тек 1942. Након ослобађања Париза 1944, Јонеско се са породицом преселио тамо. Упркос дуготрајном боравку у Француској, држављанство је добио тек 1950.
Јонеско је 1970. одликован чланством у Француске академије. Јонеско је добио и много награда од којих су најистакнутије: Награда на Турском фестивалу за филм 1959, Prix Italia 1963, Награда Асоцијације позоришних писаца 1966, Grand Prix National за позориште 1969, Monaco Grand Prix 1969, Аустријска државна награда за европску књижевност 1970, Награда Јерусалим 1973, те почасни докторати на универзитетима u Њујорку, Левену, Ворвику и Тел Авиву. Јонеско је преминуо у Паризу 28. марта 1994. у својој 84. години, а сахрањен је на паришком гробљу Монпарнас.
Иако је Јонеско писао готово само на француском, он је један од најодликованијих румунских уметника.

## Јонеско - књижевник

### Корени његове прве драме
Као и Семјуел Бекет, Јонеско је у позориште дошао јако касно. Своју прву драму, Ћелаву певачицу, написао је тек 1948, а први пут је изведена је тек 1950. Са 40 година одлучио је да научи енглески језик користећи Асимил методу брижног копирања целих реченица како би их запамтио. Када би их поновно прочитао, осећао се као да није учио енглески, него је откривао неке запањујуће истине као та да има 7 дана у недељи, да је таваница горе, а под доле тј. ствари које је већ знао, али које су га изненадно погодиле као запањујуће колико су оне заправо неоспорно истините.
Овај осјећај само се интензивирао са представљањем ликова знаних као „Г. и Гђа. Смит” у каснијим искуствима. На његово изненађење, Госпођа Смит обавестила је свога супруга да имају неколико деце, да живе у Лондону, да се презивају Смит, да је господин Смитх службеник, да имају слушкињу Мери, која је Енглескиња, баш као и њих двоје. Велики значај госпође Смит, мислио је, је њезина јако методична процедура у њезином трагању за истином. За Јонеска, клишеи и истините чињенице из уводног разговора распадале су се у дивљу карикатуру и пародију где се сам језик распада и пуца на фрагменте речи. Јонеско је одлучио да преведе то искуство у драму, Ћелаву певачицу, која је први пут изведена 1950, а режирао ју је Николас Батај. Извођење је било тотални крах и прошло је неопажено све док пар успешних критичара и писаца, међу којима су били и Жан Ануј и Рајмонд Кено, нису похвалили представу.

### Ранија дела
Јонескова најранија, али и најиновативнија дела су једночине антидраме: Ћелава певачица (1950), Подука (1951), Столице (1952) и Жак или покорност (1955). Ти апсурдни скечеви, којима је дао назив „антикомади” или „антидраме” (фр. anti-pièce), описују модерни осећај отуђености, и немогућности и бесмислености комуникације са надреалном комичном силом, пародирајући конформизам буржоазије и конвенционалних позоришних форми. У њима Јонеско одбија конвенционалну фабулу као базу, и уместо тога узима њихову драмску структуру из акцелерирајућих ритмова и(ли) цикличних понављања. Занемарује психологију и логички дијалог, тиме описујући дехуманизовани свет са механичким, скоро луткарским ликовима који говоре на non-sequituru. Језик постане све ређи, са речима и материјалним објектима који добију властити живот, повећавајући ликове и стварајући осећај опасности.

### Велике драме
Са Неплаћеним убицом (1959, његова друга велика, права драма; прва је била Амеди или како га се отарасити), Јонеско је започео истраживање више подржаних драмских ситуација са више хуманизираних ликова. Од истакнутијих ликова треба споменути Беренгера, који је био главни лик у више Јонескових драма, од којих је задња Ваздушни пешак из 1963.
Беренгер је полуаутобиографски лик који изражава Јонесково чуђење и стрепњу за отуђеност стварности. Он је комично наиван, чиме задобива симпатију публике. У Неплаћеном убици он се сусреће са смрћу у облику серијског убице. У Носорогу он посматра своје пријатеље како се један по један претварају у носорога док он сам остаје непромењен против тог таласа конформизма. Баш у овој драми, Јонеско силно изражава његов страх према идеолошком конформизму, инспирисаној успоном Жељезне гарде у Румунској за време 1930-их. Краљ умире из 1962. представља га као краља Беренгера I, лика просечног човјека који покушава да се помири са властитом смрћу.

### Каснија дела
Јонескова каснија дела добила су знатно мању пажњу. Међу та дела спадају и Жеђ и глад (1966), Игре од крвопролића (1971), Магбет (1972, слободна адаптација Шекспировог Магбета) и Ce formidable bordel (1973).
Осим либрета за оперу Максимилин Колбе (за коју је музику написао Доминик Пробст), која је изведена у 5 земаља, екранизирана и снимљена на ЦД, Јонеско није писао ниједно позоришно дело после Путовања к мртвима 1981. Међутим, Ћелава певачица се још и данас игра у Позоришту Хачете где је први пут изведена 1952.